# Església dels arcàngels Miquel i Gabriel de Șurdești

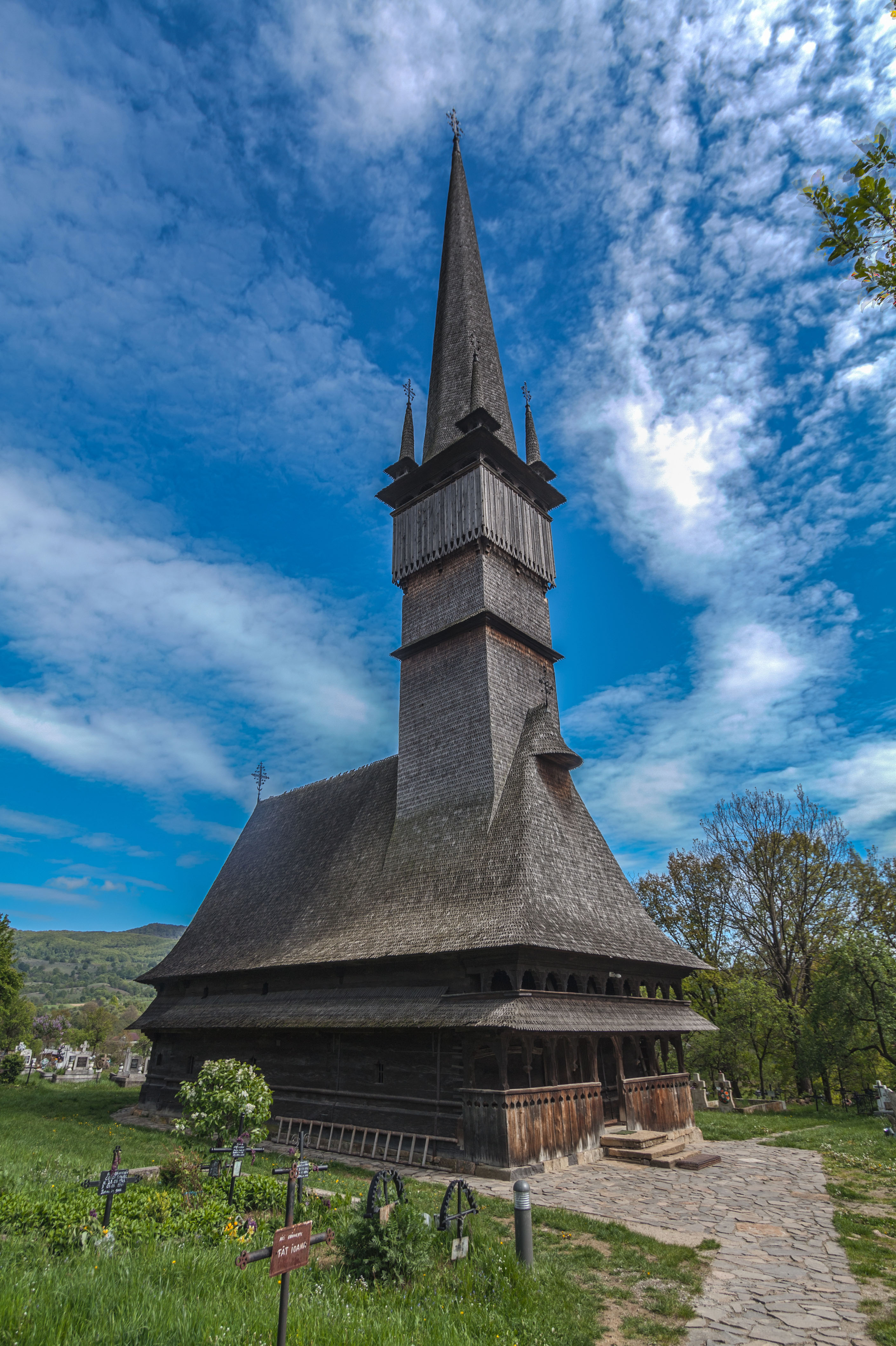
Església de fusta Șurdești

L'església dels arcàngels Miquel i Gabriel és una església grecocatòlica del poble de Șurdești, a la comuna de Șișești, al comtat de Maramureș (Romania). Construït el 1721, és un dels vuit edificis que formen les esglésies de fusta de Maramureș, Patrimoni Mundial de la UNESCO, i també està catalogat com a monument històric pel Ministeri de Cultura i Afers Religiosos de Romania.